# Rowena R. Ansbacher
Rowena Emma Ripin Ansbacher (* 26. Dezember 1906 in New York, USA; † 25. Oktober 1996 in Burlington, Vermont, USA) war eine amerikanische Psychologin und Vertreterin der  Individualpsychologie.

## Leben und Werk
Sie wurde am 26. Dezember 1906 als Rowena Emma Ripin, Tochter von Benjamin Charles Ripin und Margaret Kempe in New York geboren.  1927 erhielt sie ihr Bakkalaureat am Barnard College der Columbia University. 1928 reiste sie mit ihren Eltern nach Europa, wo sie sich für Alfred Adlers Individualpsychologie zu interessieren begann. Auf Anraten Adlers studierte sie bei Karl und Charlotte Bühler an der Universität Wien. In ihrer von Charlotte Bühler betreuten Dissertation 1929 konnte sie nachweisen, dass mit Fläschchen gefütterte Säuglinge rascher auf die Person reagierten, die ihnen das Fläschchen gab, als auf das Fläschchen selbst. Damit war ihre Arbeit eine Vorläuferin der Entdeckungen der 1960er-Jahre zum Verhalten von Säuglingen und ihrem Wahrnehmungsvermögen. Zusammen mit Pearl Greenberg übersetzte sie auch einige Arbeiten Bühlers zum ersten Lebensjahr ins Englische (The first year of life, 1930).
1933 machte Alfred Adler sie mit Heinz Ludwig Ansbacher bekannt. Die beiden heirateten 1934. Aus dieser Ehe gingen vier Söhne hervor: Theodore Henry Ansbacher, Benjamin R. Ansbacher, Charles Alexander Ansbacher und Max George Ansbacher.
Nach dem Krieg erhielt Heinz L. Ansbacher einen Lehrstuhl an der University of Vermont in Burlington, wo das Ehepaar dann auch bis an beider Lebensende lebte. Zwar hatte nur ihr Mann eine Professur, doch war auch Rowena an der Universität tätig und bildete mit ihrem Mann in allen wissenschaftlichen Aktivitäten eine Einheit. Sie beide arbeiteten direkt mit Alfred Adler zusammen, gemeinsam waren sie 16 Jahre lang als Co-Herausgeber für das Journal of Individual Psychology tätig (1958–1974), zusammen publizierten sie drei bis heute auch international einflussreiche Werke auf dem Gebiet der Individualpsychologie:
- Individual Psychology of Alfred Adler, 1956 (auch auf Deutsch erschienen: Alfred Adlers Individualpsychologie).
- Superiority and Social Interest, 1964.
- Cooperation Between the Sexes, 1980.

1980 ehrte die Universität Vermont sie und ihren Mann mit einem Ehrendoktorat.